# Talaia de Cónchar
La Talaia de Cónchar, o Torre de Cónchar, és una torre de guaita d'època nassarita, situada en la carretera entre les localitats de Cónchar i Cozvíjar, pertanyents al municipi de Villamena (província de Granada, Espanya).

## Descripció
Es tracta d'una torre de planta circular i troncocònica, amb obra de maçoneria, amb altura actual de 6,5 m. Conserva part de l'esquerdejat exterior. Disposa de dos buits obrats en maó, un d'ells possiblement una porta-finestra, i el segon una espitllera, amb forma abocinada.

## Datació
La datació realitzada pels arqueòlegs és genèrica, d'època nassarita, i sembla formar part del sistema defensiu del Valle de Lecrín. Des d'aquesta torre de guaita es pot contactar visualment amb el Castell de Dúrcal i la Torre de Marchena, i amb la Talaia de Saleres, que és la que controla el conjunt de la vall.